# Павлівська сільська територіальна громада (Одеська область)
Павлівська сільська територіальна громада — територіальна громада України, в Болградському районі Одеської області з адміністративним центром у селі Павлівка.
Площа території — 287,5 км², населення громади — 5 201 особа (2020 р.).
Утворена 20 червня 2020 року відповідно до Постанови Верховної Ради на базі визначення громад Розпорядженням Кабінету Міністрів України № 720-р від 12 червня 2020 року «Про визначення адміністративних центрів та затвердження територій територіальних громад Одеської області» у складі Павлівської, Долинівської, Вознесенської Першої та Новокапланівської сільських рад.
19 липня 2020 року, в результаті адміністративно-територіальної реформи і ліквідації Арцизького району, громада увійшла до складу новоутвореного Болградського району.

## Населені пункти
До складу громади увійшли 8 сіл: Василівка, Вишняки, Вознесенка Перша, Долинівка, Зелена Балка, Нові Каплани, Новомирне та Павлівка.